# Cinnamon Bay
Cinnamon Bay is een baai in het noorden van het eiland Saint John in de Amerikaanse Maagdeneilanden. Het bevindt zich ongeveer 5 km ten noordoosten van de hoofdplaats Cruz Bay. Aan de baai bevinden zich de ruïnes van de Cinnamon Bay Plantation, een van de grootste suikerrietplantages van het eiland. Het terrein heeft het langste strand van het eiland en is onderdeel van het Virgin Islands National Park.

## Geschiedenis
De Cinnamon Bay-plantage was een samenvoeging van drie plantages. De oorspronkelijke naam was Kaneelboom en is waarschijnlijk van Nederlandse oorsprong en refereert naar Pimenta racemosa die in het gebied voorkomt en lijkt op kaneelbomen. In 1728 werd vermeld dat Daniel Jansen sinds 1718 een plantage in het gebied had.
In 1733 waren de plantages samengevoegd en eigendom van de weduwe Adriana Jansen die 50 slaven had. Hetzelfde jaar begon een slavenopstand. De familie Jansen ontvluchtte het eiland en de plantage werd in brand gestoken. In 1758 werd de plantage failliet verklaard, en veranderde vele malen van eigenaar. In 1847, het jaar voor de afschaffing van de slavernij, waren er 87 slaven op de plantage. Van de 120 hectare was 26 hectare gebruikt voor suikerriet, 16 hectare voor landbouw en de rest was wildernis. De plantage produceerde 30.465 kg suiker en 493 liter rum.
Na de emancipatie kon de Cinnamon Bay Plantation eerst standhouden. In 1853 was er een uitbraak van cholera op het eiland Saint Thomas. In december was de epidemie redelijk onder controle en geïsoleerd. Op 1 januari 1854 meldde Thomas Ivinson, de eigenaar  van Cinnamon Bay, dat een 7-jarig kind was overleden met de symptomen van cholera. Op 15 januari waren er 21 doden en 3 zieken, en was iedereen bij Ivinson ingetrokken. 10% van de bevolking van Saint John zou aan cholera overlijden. De plantage had uiteindelijk 27 doden. Beverhoudtsberg was het zwaarst getroffen: alle 29 bewoners waren overleden. Na de epidemie vertrokken veel werknemers, en in 1857 werd de plantage geveild. In 1867 werd de plantage verkocht aan Carl Lindqvist die overschakelde op veeteelt met 7 personeelsleden. In 1917 werd het eiland getroffen door een orkaan en werd Cinnamon Bay verlaten.
In 1956 werd Cinnamon Bay aan de National Park Service gedoneerd voor de oprichting van het Virgin Islands National Park. Er is een wandeltocht van 30 minuten uitgezet die leidt langs de ruïnes van de plantage en de suikerfabriek.
In 2020 werden petrogliefen ontdekt van het inheemse Taino-volk. De petrogliefen zijn aanmerkelijk ouder dan de bekende ontdekkingen op het eiland, en duiden op een vroegere bewoning van Saint John.

## Cinnamon Bay Beach

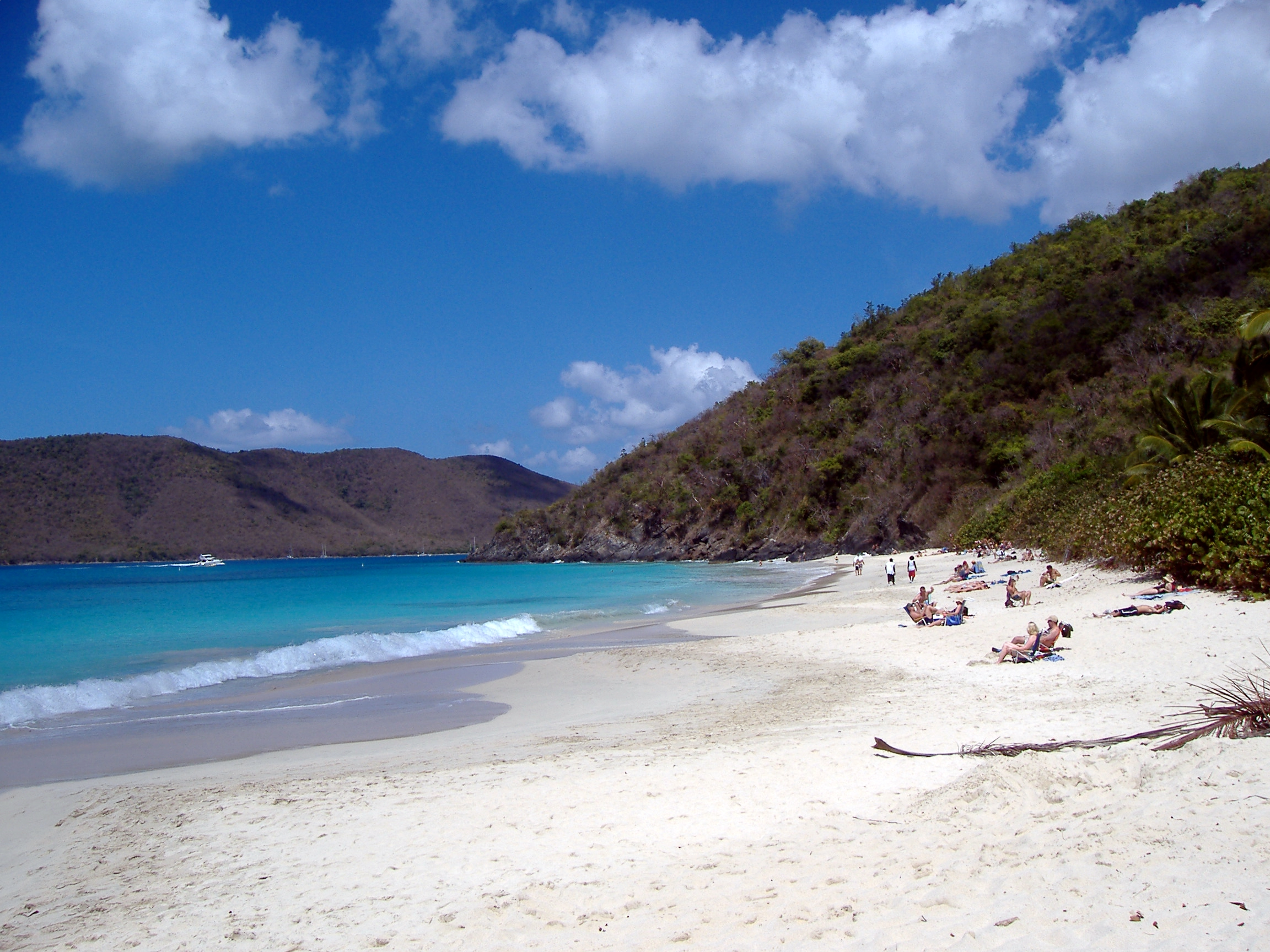
Cinnamon Bay Beach

Langs de baai bevindt zich het langste strand van Saint John. Het is ongeveer 1,5 km lang. De baai bevat een eiland waar naar toe kan worden gezwommen. Het strand is publiek toegankelijk en heeft veel voorzieningen. Het biedt mogelijkheden tot snorkelen. Sinds 2021 is er een kampeerterrein bij het strand en kunnen tenten gehuurd worden.

## Galerij

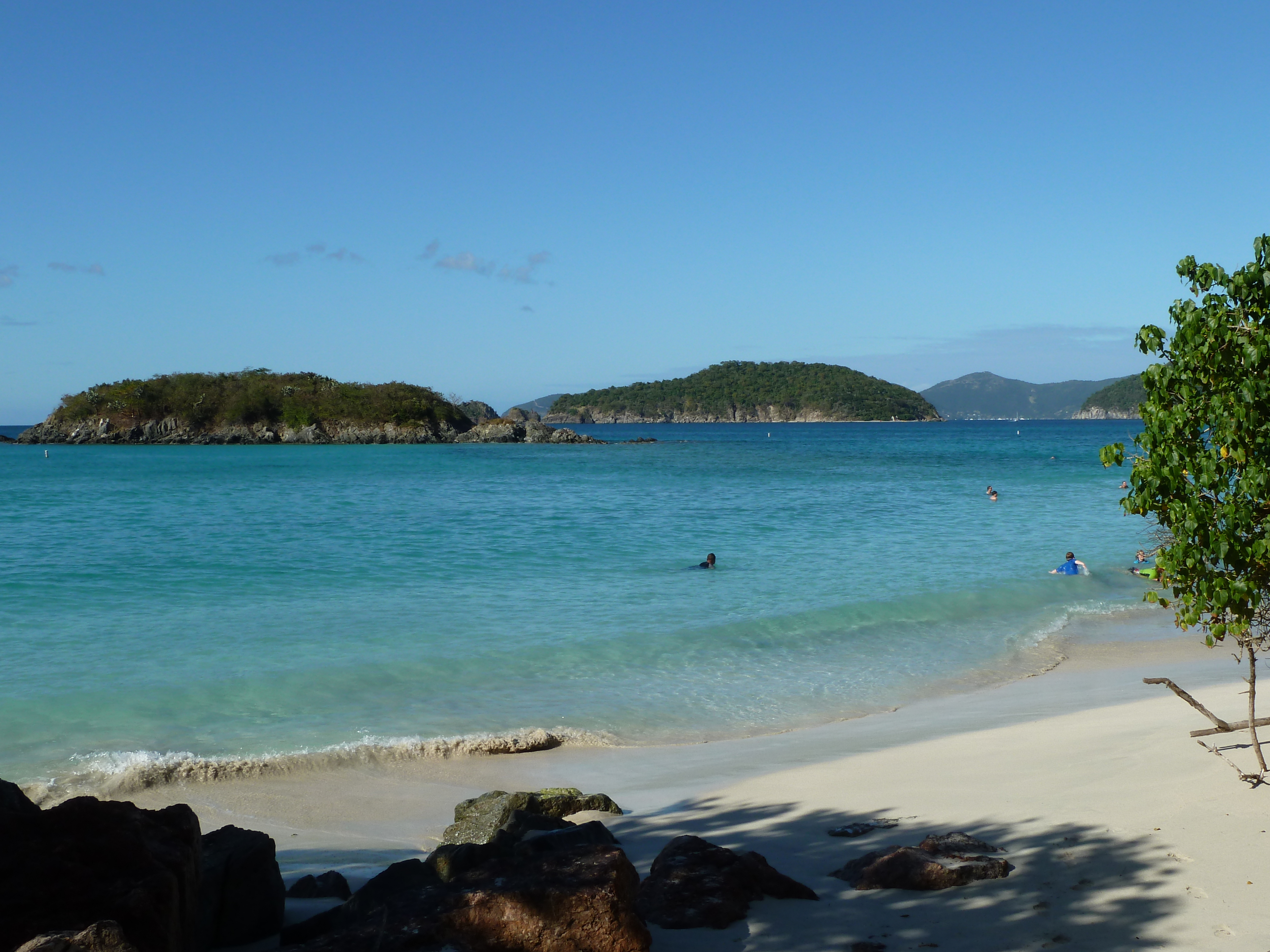
Strand van Cinnamon Bay met eilandjes
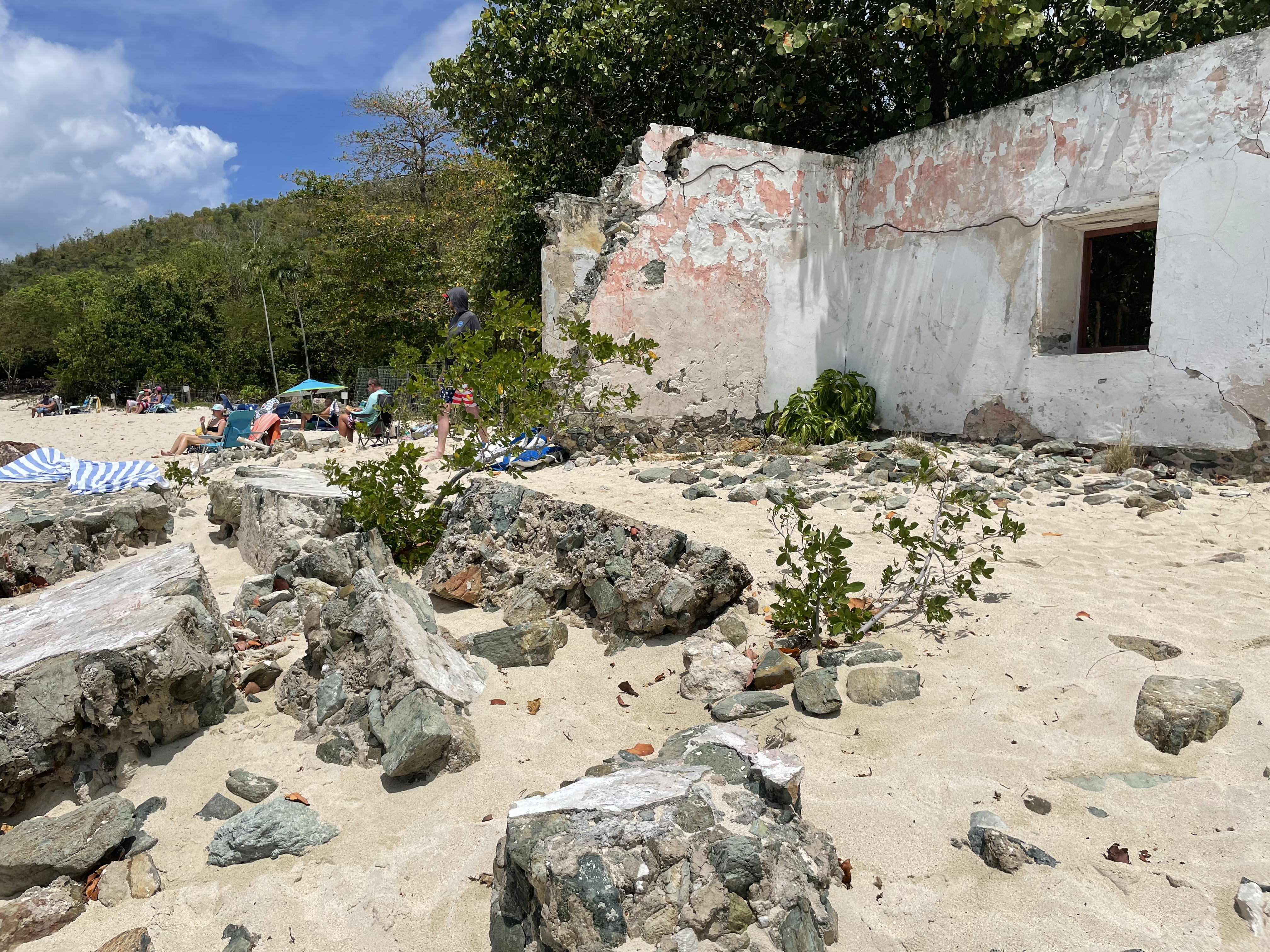
Voormalig Deens pakhuis op het strand
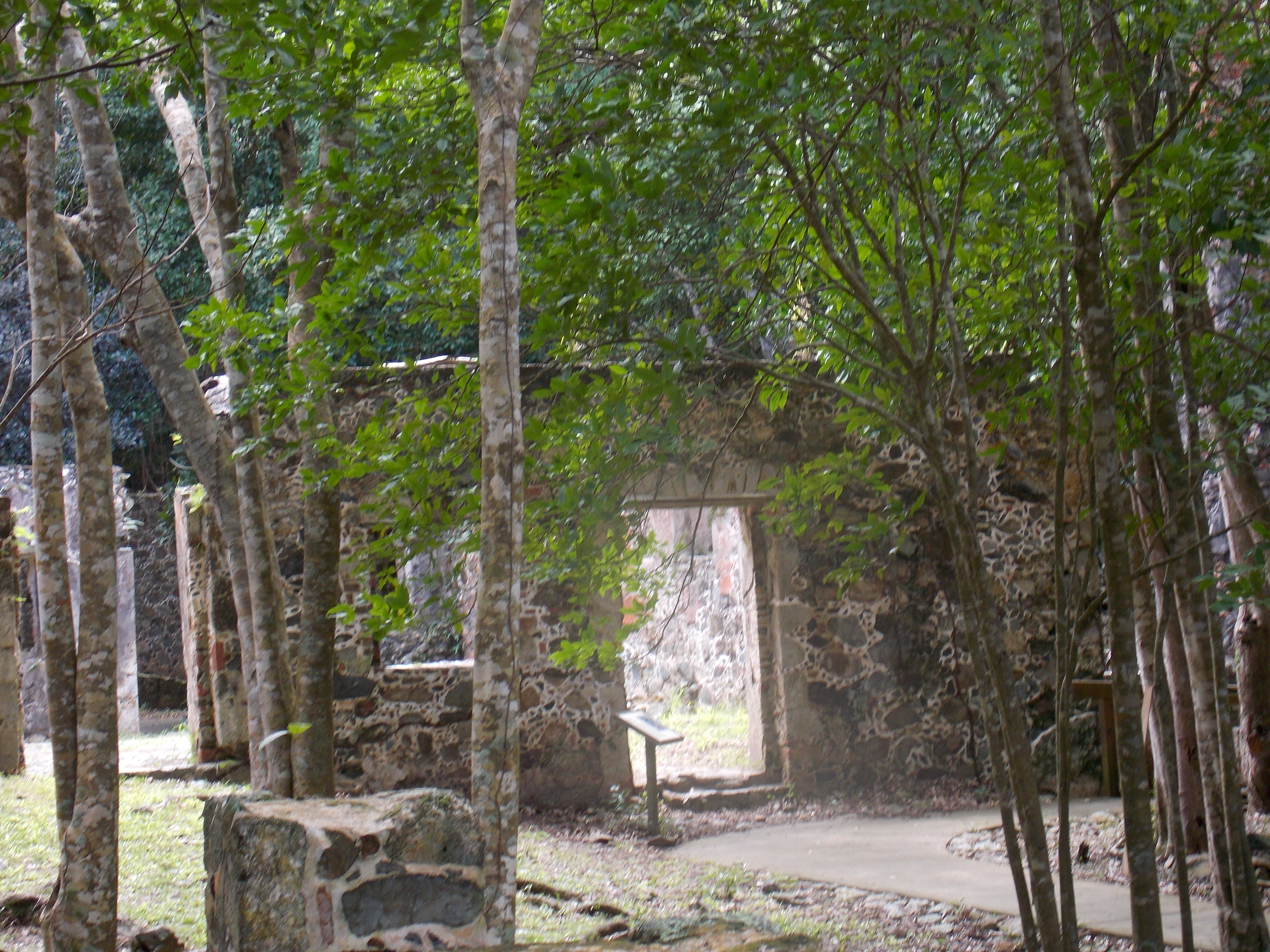
Ruïnes van de Cinnamon Bay Plantation